# Tommaso Grossi

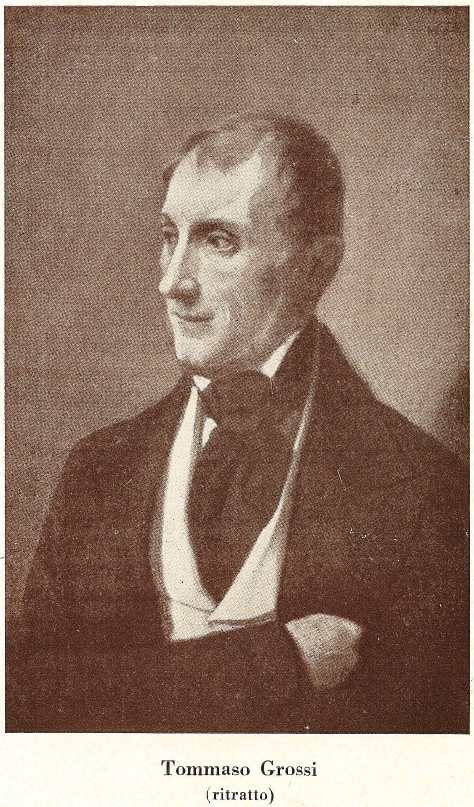
Tommaso Grossi

Tommaso Grossi (Bellano, aan het Comomeer, 23 januari 1791 – Milaan, 10 december 1853) was een Lombardijs dichter en romanschrijver.
Tommasso Grossi studeerde in 1810 af als jurist aan de universiteit van Pavia en ging daarna naar Milaan om daar zijn beroep uit te oefenen. De regering van Oostenrijk, die zijn politieke standpunten wantrouwde, bemoeide zich met zijn activiteiten, met als gevolg dat hij als jurist nooit verder kwam dan een positie als eenvoudig notaris. Dat dit wantrouwen niet ongegrond was toonde hij al spoedig door in Milanees dialect het gedicht La Prineide te schrijven dat in geuren en kleuren de tragische dood beschreef van Prina, die gedurende het keizerrijk Thesaurier-generaal was en die door het volk van Milaan, opgestookt door Oostenrijkse oproerkraaiers in 1814 door de straten was gesleurd en uiteindelijk aan stukken gescheurd. Het gedicht, dat anoniem was gepubliceerd werd eerst toegeschreven aan de gevierde Porta, maar uiteindelijk erkende Grossi uit zichzelf het te hebben geschreven.
In 1816 publiceerde hij twee andere gedichten, ook in het Milanees: La Pioggia d'oro (de gouden regen) en La Fuggitiva (de vluchteling). Deze gedichten bezorgden hem de vriendschap van Porta en Manzoni, en de drie dichters vormden een soort van romantisch literair triumviraat. Grossi ging vervolgens over op het schrijven in het Italiaans waarin hij het bewogen realisme trachten door te voeren dat hem zoveel genoegdoening had bezorgd bij zijn eerdere werk. Met name met het gedicht Il degonda (1814) was hij hierin succesvol.
Daarna schreef hij zijn episch gedicht De Lombarden in de eerste kruistochten, waarin Manzoni in zijn I Promessi Sposi melding van maakt. Het werd via abonnement uitgegeven in 1826 werd een ongekend succes vergeleken met elk ander Italiaans gedicht in die eeuw. Naar voorbeeld van Manzoni schreef hij een historische roman onder de titel Marco Visconti (1834). Enige tijd later schreef hij het gedicht Ulrico e Lida, waarmee hij activiteiten als dichter afsloot.
Na zijn huwelijk in 1838 bleef hij tot aan zijn dood werkzaam als notaris in Milaan.
Zijn biografie van Ignazio Cantù verscheen in 1853 in Milaan.
- Biblioteca Nacional de España: XX1291340
- Bibliothèque nationale de France: cb12196104k (data)
- Catàleg d'autoritats de noms i títols de Catalunya: 981058511056806706
- CiNii: DA09010830
- Gemeinsame Normdatei: 119089076
- International Standard Name Identifier: 0000 0001 2128 1647
- Library of Congress Control Number: n81047783
- Nationale Bibliotheek van Tsjechië: mzk2015876813
- Nationale bibliotheek van Australië: 36554455
- Nationale Bibliotheek van Israël: 987007274926505171
- Nationale Bibliotheek van Polen: a0000001232082
- Nederlandse Thesaurus van Auteursnamen: 070526621
- Réseau des bibliothèques de Suisse occidentale: 02-A003323050
- Istituto Centrale per il Catalogo Unico: RAVV034574
- SNAC: w6418b7q
- Système universitaire de documentation: 030572789
- Trove: 1289373
- Virtual International Authority File: 36964004
- WorldCat: E39PBJp9pbfgJ9WDKh7KwTfKBP